# کاترین دینگولد
کاترین دینگولد (انگلیسی: Cathrine Dyngvold؛ زادهٔ ۱۷ آوریل ۱۹۸۹) بازیکن فوتبال اهل نروژ است.